# Alfred Vera i Buendia
Alfred Vera i Buendia (Barcelona, 13 de febrer de 1930 - Barcelona, 19 de gener de 2016) fou un futbolista català de la dècada de 1950.

## Trajectòria
Jugà durant 11 temporades a primera divisió, i algunes més a Segona, però a la majoria d'elles fou porter suplent. Després de jugar al FC Martinenc, fitxà pel RCD Espanyol l'any 1949. A l'Espanyol jugà durant tres temporades, en les quals fou majoritàriament suplent, per darrere de Josep Trias, José Valero i Miquel Soler. En total només va poder disputar 7 partits de lliga. Jugà tres bones temporades al CD Màlaga (48 partits a Primera), i a continuació fou suplent al Sevilla FC (9 partits) i Atlètic de Madrid (1 partit). El 1958 fitxà per l'Sporting de Gijón on fou titular durant la seva primera temporada, però suplent la segona. El 1960 tornà a l'Espanyol per cobrir la baixa de Josep Vicente, fitxat pel Reial Madrid, però novament fou suplent de Joan Visa i Benet Joanet, marxant durant la temporada cedit al Terrassa FC de Segona.
Un cop es retirà continuà lligat a les banquetes, principalment al futbol modest català, destacant al CF Reus Deportiu, RCD Mallorca, CE L'Hospitalet, Vinaròs CF, CE Europa, FC Vilafranca o AEC Manlleu.